# Glenroy (rivière)
La rivière Glenroy  (en  anglais : Glenroy River)  est un cours d’eau situé dans le Nord de l’ Ile du Sud de la  Nouvelle-Zélande.

## Géographie
C’est un affluent de la rivière Matakitaki. Elle est largement connue comme étant un court segment de classe  VI  pour le  Rafting ( Rafting ).